# Negres americans
Els afroamericans, americans negres o afrodescendents americans són els membres del grup ètnic i cultural format per aquells que han nascut a Amèrica i que tenen avantpassats africans. La majoria són descendents d'antics esclaus i foren transferits de l'Àfrica subsahariana (la gran majoria del golf de Guinea) a Amèrica pels europeus, perquè treballessin com a esclaus a les seves colònies, sobretot en plantacions i mines entre el segle xvi i el segle xix.
En l'actualitat, els afrodescendents representen el 18% de la població total del continent americà. Els estats que tenen un percentatge de població afroamericana més alt són: Haití (92%), Jamaica (91%), Barbados (90%), Turks i Caicos (90%), Dominica (87%), Bahames (85%), Saint Lucia (83%), Saint Vincent i les Grenadines (60%), Bermuda (55%), Brasil (29%), Cuba (50%), Puerto Rico (46%), Belize (35%), Trinitat i Tobago (34,2%), Panamà (21%), Estats Units (16%), la República Dominicana (15%), Colòmbia (10,52%), Uruguai (6%), Canadà (2,9%) i Veneçuela.

## Història d'afroamèrica
Els avantpassats dels afroamericans foren portats pels europeus al continent americà perquè treballessin com a esclaus en les plantacions, mines o com a esclaus domèstics entre els segles xvi i xix. Aquests no van marxar voluntàriament dels seus llocs d'origen, sinó que foren objecte de compravenda en el comerç atlàntic d'esclaus. No eren considerats individus ni persones, si no que eren "carregament". Ja en el continent americà, no foren pas considerats ciutadans (a excepció d'una minoria de lliberts) fins que Haití va fer la seva revolució per aconseguir-ne la independència.
Després que Estats Units aconseguís la independència, Haití també va esdevenir independent. Aquest era un país poblat gairebé totalment per afroamericans. Després del procés d'independència, molts estats havien encoratjat l'emigració d'europeus cap a Amèrica per tal de reduir-hi la proporció de negres i mulats: Brasil, Estats Units, República Dominicana, etc. En el sistema de castes colonial que va imposar l'Imperi espanyol en les seves colònies, el fill d'un europeu i un negre era anomenat mulat i el fill d'un negre i un amerindi, era anomenat zambo, a més d'altres denominacions per a diferents barreges.
La societat americana de l'últim segle ha evolucionat i retrocedit constantment. Sembla que certes qüestions han estat prioritzades i algunes només n'han passat sota el radar. A causa de la mala reputació dels atletes negres en la societat, la majoria de la gent percep els afroamericans esportistes professionals com a irrellevants. Aquests sovint es perceben com brutals i bàrbars. Connor Pisano afirmà: "De fet, no va ser fins al 1947 que Branch Rickey, un antic jugador i gerent general dels Brooklyn Dodgers, donaria a Jackie Robinson l'oportunitat de ser el primer negre que jugués en les lligues majors. Aprofitant les circumstàncies, Robinson i altres jugadors de les Grans Lligues negres varen servir com a herois un gran nombre de negres de tot el país i foren considerats per alguns com a pioners del moviment dels Drets Civils."

## Població afroamericana actual
Entre el 21 i el 25 de novembre del 1995, es va realitzar el Congrés Continental dels Pobles Negres d'Amèrica. En aquest, es va manifestar que els afroamericans encara havien de fer front a la discriminació racial en la majoria del continent. Segons David D. E. Ferrari, vicepresident del Banc Mundial per la regió de Llatinoamèrica i el Carib, els afroamericans tenien menor esperança de vida, un índex de mortalitat superior, patien més malalties generalitzades, tenien taxes d'analfabetisme superiors i els seus ingressos monetaris eren menors als dels americans d'altres orígens ètnics. A més a més, les dones afroamericanes patien més discriminacions de gènere.
En estats com Brasil, el 6,9% de la població del qual són negres i el 43,8% són bruns (mestissos), la pobresa és comuna. La categoria de bruns inclou tots els mulats i zambos i els que provenen de la mixtura d'avantpassats negres amb altres grups. Això no vol dir que siguin els únics afrodescendents, ja que es creu que la majoria dels brasilers blancs tenen almenys un o més anvantpassats d'origen africà. Els bruns, a més a més, també inclouen els caboclos, descendents de mestissos entre europeus i amerindis.
Segons diversos estudis, es manifesta que la principal contribució genètica dels brasilers és europea (més d'un 65%). El 77% dels brasilers tenen l'ADN relacionat amb els nadius americans. Tant els blancs, com els bruns com els negres tenen similar grau d'ADN d'ascendència africana.
El 4 de novembre del 2008, Barack Obama fou el primer president negre que va guanyar les eleccions a la presidència dels Estats Units, amb el 52% dels vots.